# Coregonus lutokka
Coregonus lutokka es una especie de pez de la familia Salmonidae en el orden de los Salmoniformes.

## Distribución geográfica
Se encuentra en Europa: lago Ladoga (Rusia).